# Związek Oficerów Rezerwy Rzeczypospolitej Polskiej

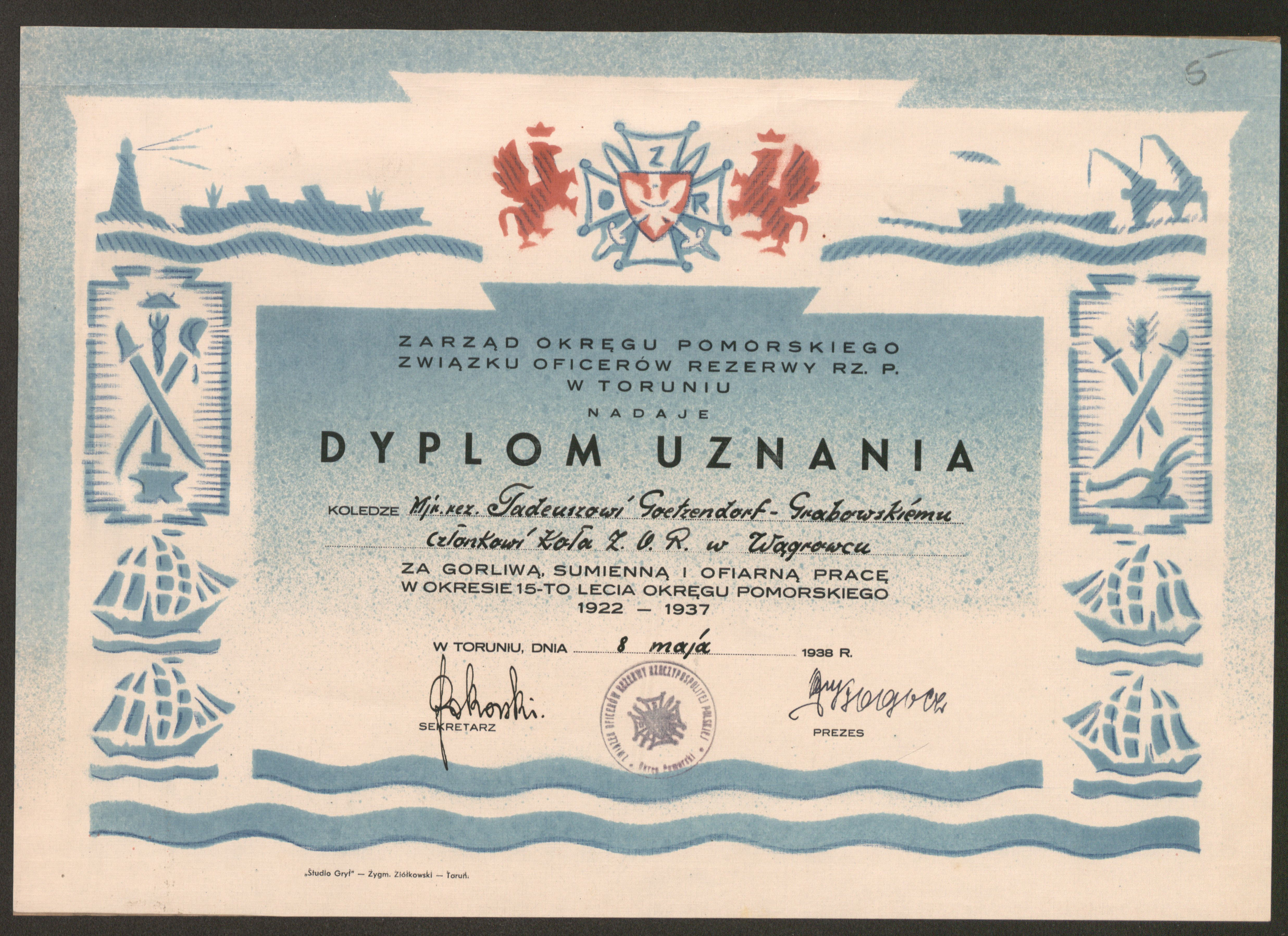
Dyplom uznania Związku Oficerów Rezerwy dla Tadeusza Goetzendorf-Grabowskiego (ze zbiorów Archiwum Państwowego w Poznaniu)

Związek Oficerów Rezerwy Rzeczypospolitej Polskiej – związek powstał w 1922 jako organizacja skupiająca oficerów rezerwy z terenu II Rzeczypospolitej pod hasłem "Wszystko dla Państwa - Państwo ponad wszystko". Prowadził działalność samokształceniową w zakresie wiedzy wojskowej, samopomocy członków oraz współdziałał w zakresie "wychowania fizycznego" i "przysposobienia wojskowego" w ramach ówczesnych programów szkolnych.
Ideowo bliski piłsudczykom, co stwierdzała deklaracja uchwalona na zjeździe delegatów w Warszawie w 1931 r. "Ustrój polityczny Państwa winien się opierać na wypróbowanych zasadach hierarchii w budowie władzy - najwyższym hasłem jest Polska mocarstwowa oparta o najwyższą władzę Prezydenta, silny Rząd i zorganizowany naród".
W 1927 r. prezesem ZOR RP był ppłk Stanisław Szurlej.
W 1934 r. związek liczył ok. 15 tys. członków, głównie w województwie warszawskim, lwowskim i poznańskim.
W 1935 r. zjazd rady ZOR uchwalił bojkot czasopisma „Wiadomości Literackie” na obszarze całej Rzeczypospolitej.
Obecnie na terenie kraju działają dwa niezależne od siebie ZOR podtrzymujące przedwojenne tradycje organizacji: jeden z siedzibą w Poznaniu zwany "Wielkopolskim", a drugi z siedzibą w Nowym Dworze Mazowieckim zwany "Warszawskim".